# George Barlow (Zoologe)
George Webber Barlow (* 15. Juni 1929 in Long Beach, Kalifornien; † 14. Juli 2007) war bis zu seiner Emeritierung im Jahr 1993 Professor für Integrative Biologie der University of California, Berkeley. Er galt als bedeutender US-amerikanischer Zoologe, Ichthyologe und Soziobiologe, speziell auf dem Gebiet der sexuellen Selektion bei Fischen; seine besondere Aufmerksamkeit galt zeitlebens den Buntbarschen.
Barlows Übersichtsarbeit über Ethological units of behavior aus dem Jahr 1968 wurde 1996 als eine der 44 bedeutendsten verhaltensbiologischen Publikationen, die zwischen 1870 und 1970 erschienen waren, erneut in einem Sammelband von Lynne D. Houck und Lee C. Drickamer („Foundations of Animal Behavior: Classic Papers With Commentaries“) publiziert.

## Werdegang
George Barlow studierte ab 1951 an der University of California, Los Angeles, wo er 1955 seinen Magister-Titel und 1958 den Doktor-Titel erwarb. Unmittelbar nach seiner Doktorarbeit arbeitete er bis 1960 bei Konrad Lorenz am Max-Planck-Institut für Verhaltensphysiologie. Von 1960 bis 1963 war er als Assistant Professor und von 1963 bis 1966 als Associate Professor für Zoologie an der University of Illinois at Urbana-Champaign tätig. 1966 wechselte er als Associate Professor für Zoologie an die University of California, Berkeley, wo er von 1970 bis zu seiner Emeritierung schließlich als ordentlicher Professor forschte. Von 1973 bis 1974 gehörte er als Gast zur Arbeitsgruppe von Nikolaas Tinbergen an der Universität Oxford. 1977/1978 war er zusammen mit Klaus Immelmann am Zentrum für interdisziplinäre Forschung der Universität Bielefeld tätig, im Bielefeld Interdisciplinary Project on Behavioral Development.
Auch nach seiner Emeritierung forschte er mit Unterstützung von Studierenden aus den unteren Semestern weiter über das Sozialverhalten der Buntbarsche.
George Barlow war verheiratet und hatte drei Kinder, Linda, Bicka und Nora. Er starb im Juli 2007 an den Folgen eines Schlaganfalls.

## Schriften (Auswahl)
- Ethological units of behavior. In: David Ingle (Hrsg.): The Central Nervous System and Fish Behavior. Chicago University Press, Chicago 1968, S. 217–237.
- mit Klaus Immelmann, Lewis Petrinovich, Mary Main (Hrsg.): Behavioral development: The Bielefeld interdisciplinary project. Cambridge University Press, Cambridge 1981.
- mit Klaus Immelmann, Lewis Petrinowitsch, Mary Main (Hrsg.): Verhaltensentwicklung bei Mensch und Tier: Das Bielefeld-Projekt. Parey, Berlin 1982.
- mit James Silverberg (Hrsg.): Sociobiology: Beyond Nature/Nurture? Westview Press, Boulder (Colorado) 1981, ISBN 0891589600 (= A.A.A.S. Selected Symposium 35).
- Cichlid Fishes. Nature's Grand Experiment in Evolution. Perseus Books, Cambridge 2000.

## Belege
1. ↑   In Memorian George Webber Barlow (Memento vom 4. März 2016 im Internet Archive). Nachruf  bei der University of California, eingesehen am 7. April 2015.

| Personendaten    | Personendaten                                                 |
| ---------------- | ------------------------------------------------------------- |
| NAME             | Barlow, George                                                |
| ALTERNATIVNAMEN  | Barlow, George W.                                             |
| KURZBESCHREIBUNG | US-amerikanischer Zoologe, Professor für Zoologe, Ichthyologe |
| GEBURTSDATUM     | 15. Juni 1929                                                 |
| GEBURTSORT       | Long Beach, Kalifornien                                       |
| STERBEDATUM      | 14. Juli 2007                                                 |